# Michelle Nicastro
Michelle Nicastro (Washington D.C., 31 maart 1960 – Los Angeles, 4 november 2010) was een Amerikaanse actrice, stemactrice en zangeres.

## Biografie
Nicastro heeft haar diploma in acteren gehaald op de Northwestern-universiteit in de staat Illinois. 
Nicastro begon in 1984 met acteren in de televisieserie Airwolf. Hierna heeft ze nog meerdere rollen gespeeld in televisieseries en films zoals Santa Barbara (1988-1990), When Harry Met Sally... (1989), Beverly Hills, 90210 (1992) en als stemactrice in diverse animatiefilms van The Swan Princess (1994-1998).
Nicastro was ook actief als zangeres, zij heeft vier albums opgenomen onder de vlag van Varese Saraband Label. twee albums, Toonful en Toonful Too bevatten liederen van muzikale tekenfilms. Het album Reel Imagination bevat liederen van familie musicals, en On My Own van Broadway theatre musicals. In haar band zaten Paul Goldberg op het drumstel, Walt Fowler op de trompet, Jimmy Hoff op de basgitaar en Lanny Meyers op de piano.
Nicastro heeft ook op de planken gestaan in een musical of als zangeres:
- 1998 Les Misérables – als Eponine - tournee door Amerika.
- 1995 Fiddler on the Roof – als Chava - Chicago.
- 1994 Unsung Musical – zangeres - New York.
- 1992 Barry Manilow's Show Stoppers – als zangeres - New York.
- 1990 A Little Night Music - als Anne Egerman – Los Angeles.
- 1983 Merlin - als Ariadne – New York.

Nicastro is getrouwd geweest en hebben samen twee kinderen. Zij overleed op 4 november 2010 ten gevolge van borstkanker in bijzijn van haar familie in Los Angeles.

## Filmografie[5]

### Animatiefilms
- 1998 The Swan Princess: The Mystery of the Enchanted Kingdom – als Odette (stem)
- 1998 The Swan Princess: Sing Along – als Odette (stem)
- 1997 The Swan Princess: Escape from Castle Mountain – als Odette (stem)
- 1994 The Swan Princess – als Odette (stem)

### Animatieseries
- 1997 The Angry Beavers – als zangeres (stem) – 1 afl.
- 1997 Johnny Bravo – als meisje (stem) – 1 afl.
- 1997 Duckman: Private Dick/Family Man – als Coco L’Available en Dana Reynard (stem) – 1 afl.

### Films
- 1994 Hart to Hart: Crimes of the Hart – als Dori
- 1989 When Harry Met Sally... – als Amanda
- 1986 Bad Guys – als Janice Edwards
- 1984 Body Rock – als Darlene

### Televisieseries
Uitgezonderd eenmalige gastrollen.
- 1988 – 1990 Santa Barbara – als zangeres en Illiana – 3 afl.
- 1987 Days of Our Lives – als Sasha Roberts - ? afl.
- 1984 Suzanne Peshette Is Maggie Briggs – als Diana Barstow – ? afl.

- Bibliothèque nationale de France: cb14211018k (data)
- Gemeinsame Normdatei: 134882911
- International Standard Name Identifier: 0000 0001 0718 5923
- Library of Congress Control Number: n94023781
- MusicBrainz: bbec1064-98c1-436f-8bca-6f90e9af9271
- Nationale Bibliotheek van Israël: 987007322621405171
- Nederlandse Thesaurus van Auteursnamen: 372668011
- Système universitaire de documentation: 16074332X
- Virtual International Authority File: 53375892
- WorldCat: E39PBJtCD6D3XtXGtKPh4jpQMP